# Oporów (Breslau)
Oporów (deutsch Opperau) ist ein Ortsteil im Breslauer Stadtbezirk Fabryczna. Er liegt an der Ślęza etwa sechs Kilometer südwestlich vom Stadtzentrum Breslaus.

## Geschichte

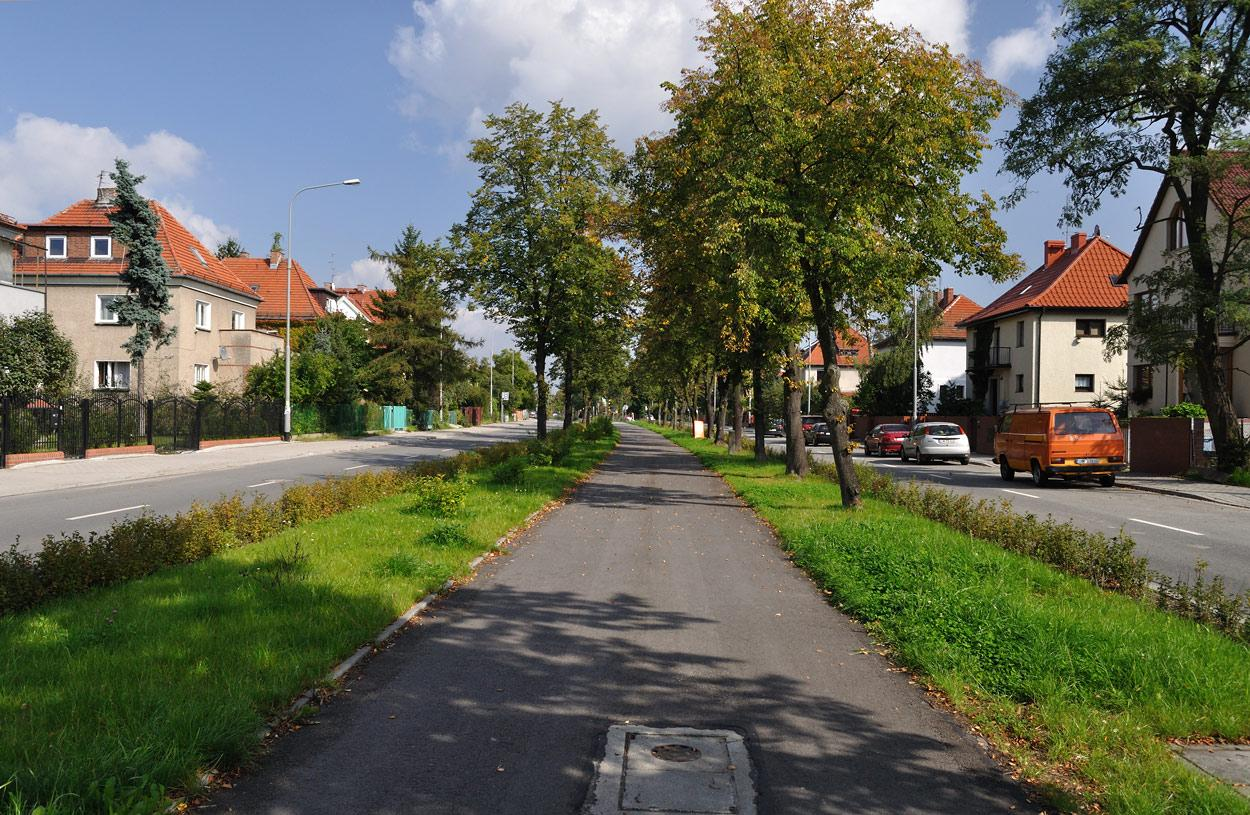
Straßenzug der Aleja Piastów

Das Dorf Opperau wurde 1201 erstmals erwähnt und befand sich damals im Besitz des Klosters Leubus. Bis zur Säkularisation in Preußen 1810 gehörte es schließlich dem Breslauer Domkapitel. Opperau gehörte seit 1742 zu Preußen und wurde 1816 dem Landkreis Breslau zugeordnet, dem es bis 1945 angehörte. In den 1930er und 1940er Jahren entstand östlich des Dorfes eine ausgedehnte Wohnsiedlung – die Einwohnerzahl Opperaus stieg von 719 im Jahre 1933 auf 2.798 1939 an. Im Jahr 1938 wurde eine Kirche nach den Plänen des Opperauer Architekten und Baumeisters Josef Tief (* 1904 in Breslau) errichtet. Die Siedlung Opperau wurde nach 1945, als der Ort als Oporów zu Polen kam, weiter ausgebaut. 1951 erfolgte die Eingemeindung Oporóws nach Breslau.

## Sehenswürdigkeiten
In der Hauptstraße im alten Dorfkern befindet sich das Fachwerkhaus auf dem Erbhof Blaurock.

## Söhne und Töchter der Gemeinde
- Peter Mädler, 1943–1963, Todesopfer an der Berliner Mauer